# Émile de Meester de Ravestein
Émile Jean Josse Emmanuel Ghislain de Meester de Ravestein  est un diplomate, archéologue, collectionneur et mécène belge, né le 24 mai 1812 à Anvers et mort le 20 avril 1889 au château de Ravestein (Hever).

## Biographie
D'une famille patricienne d'Anvers, Émile de Meester est le fils de Constantin de Meester de Ravestein, bourgmestre de Hever, et le petit-fils de François de Wargny.
Docteur en droit, Émile de Meester devient secrétaire d'ambassade à Berlin, puis secrétaire d'ambassade de première classe à Rome en 1848. D'octobre 1849 à janvier 1850, il est chargé d'affaires puis de juin 1850 à 1859 ambassadeur près le Saint-Siège.
De Meester est également un grand collectionneur d'art. Il crée un musée avec ses collections dans son château de Ravestein, à Hever, près de Malines. Il a laissé une grande partie de sa collection au musée municipal de Malines et aux Musées royaux d'Art et d'Histoire de Bruxelles. Le 24 mai 1874, il offre sa fabuleuse collection d'antiquités à l'État belge. Il fait également don de son château de Ravestein et son domaine à la commune de Hever (section de la commune de Boortmeerbeek).

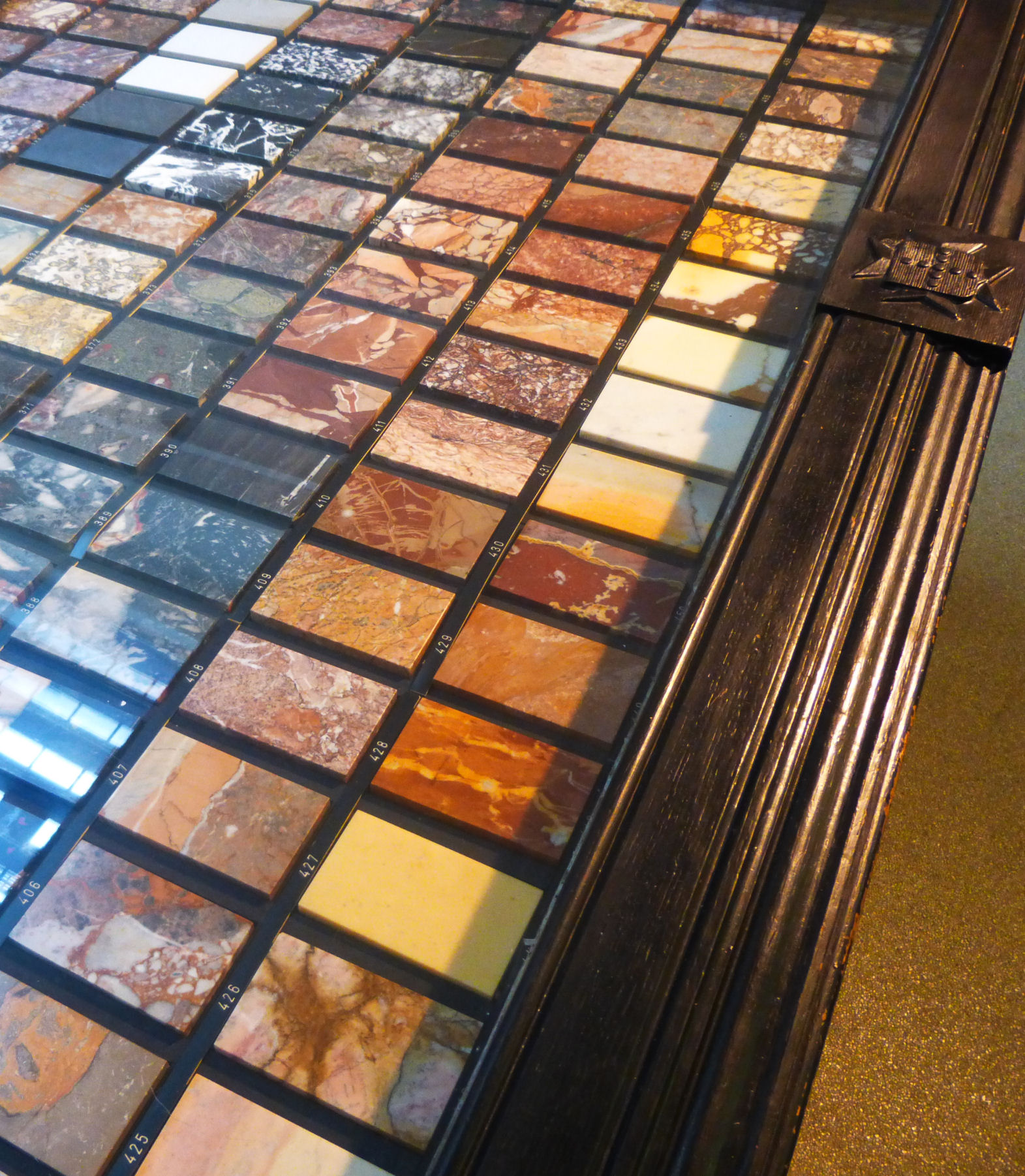
Lithothèque d'Emile de Meester de Ravestein, Bruxelles
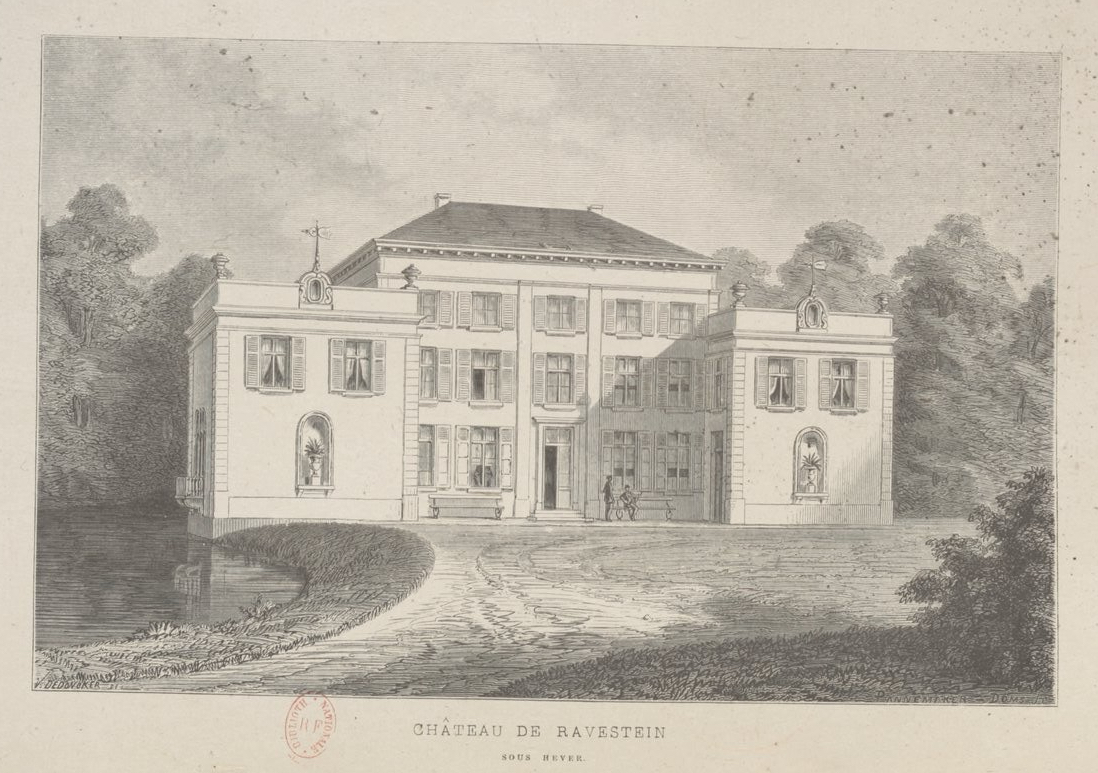
Le château de Ravestein, à Hever.
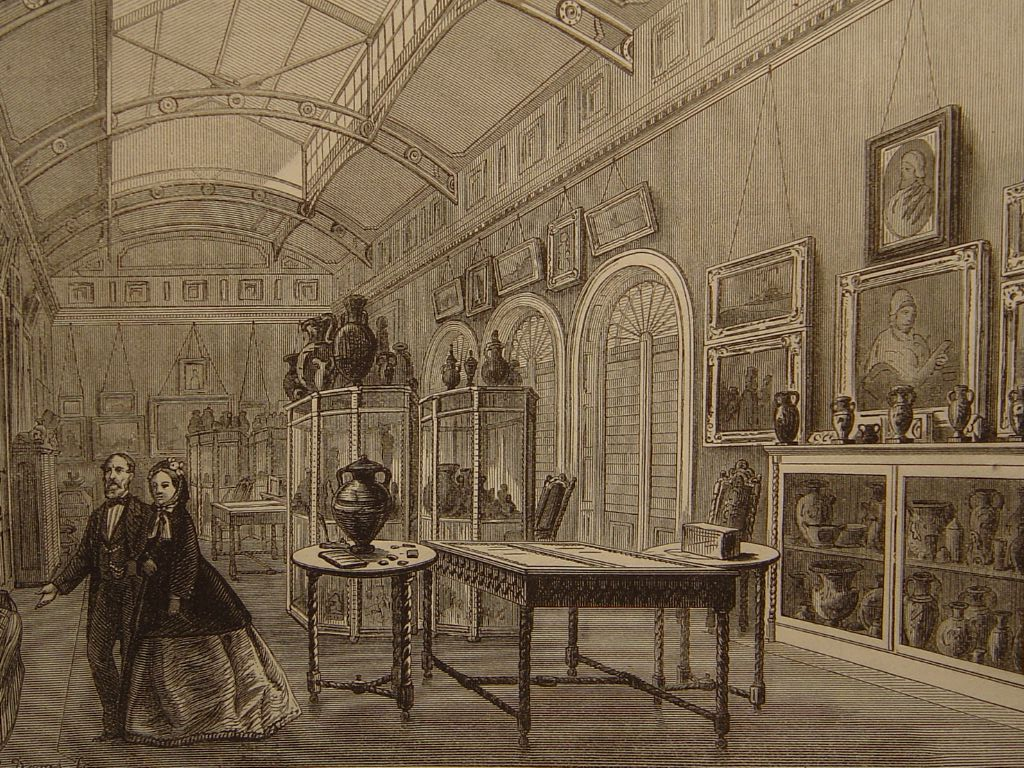
La galerie artistique du château de Ravestein.

## Distinctions
- Ordre de Léopold
- Commandeur de l'ordre de la Maison ernestine de Saxe
- Ordre de l'Aigle rouge
- Médaille de Hambourg

## Hommages

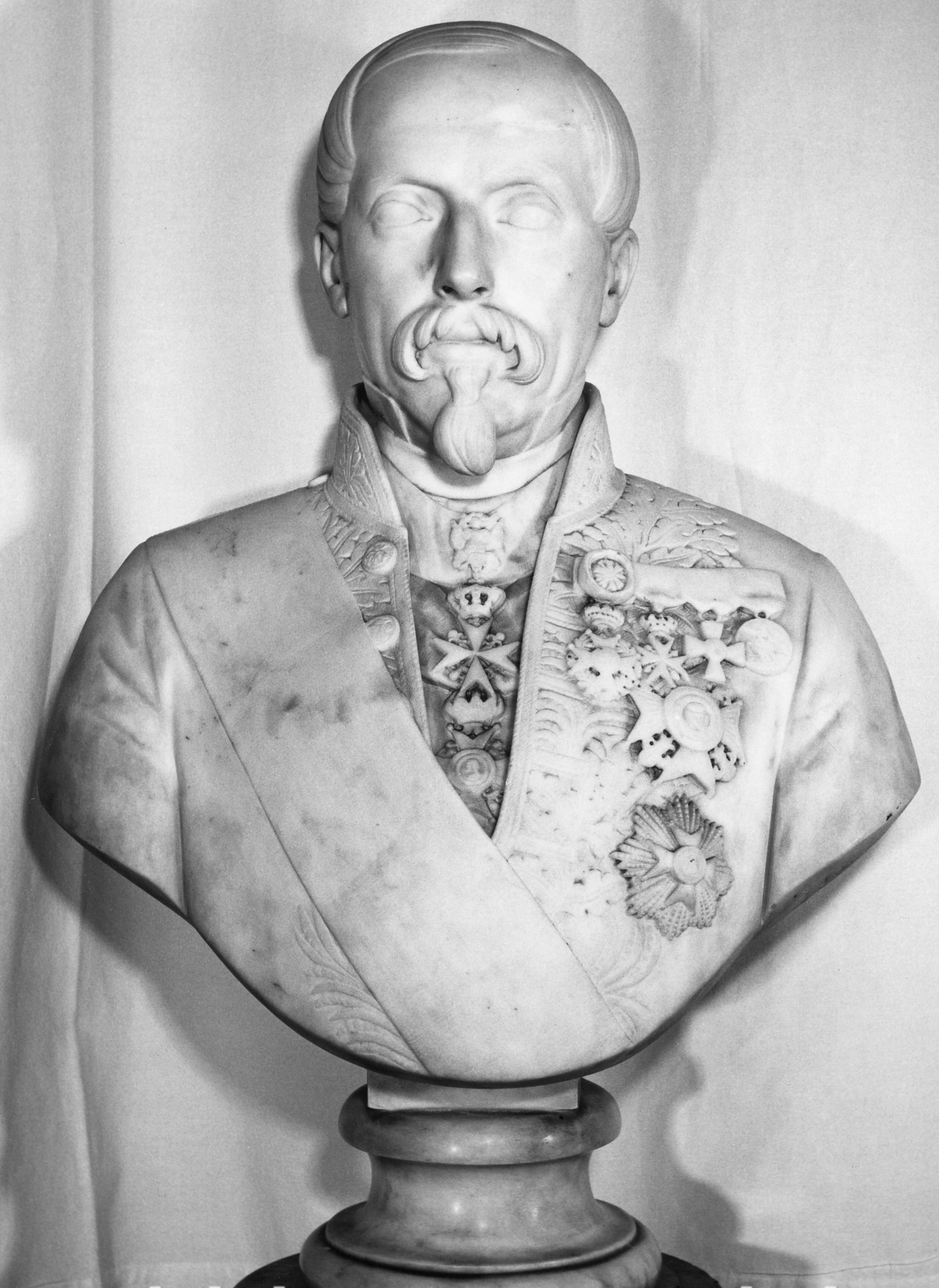
Buste d'Émile de Meester de Ravestein, au Musée de Malines.
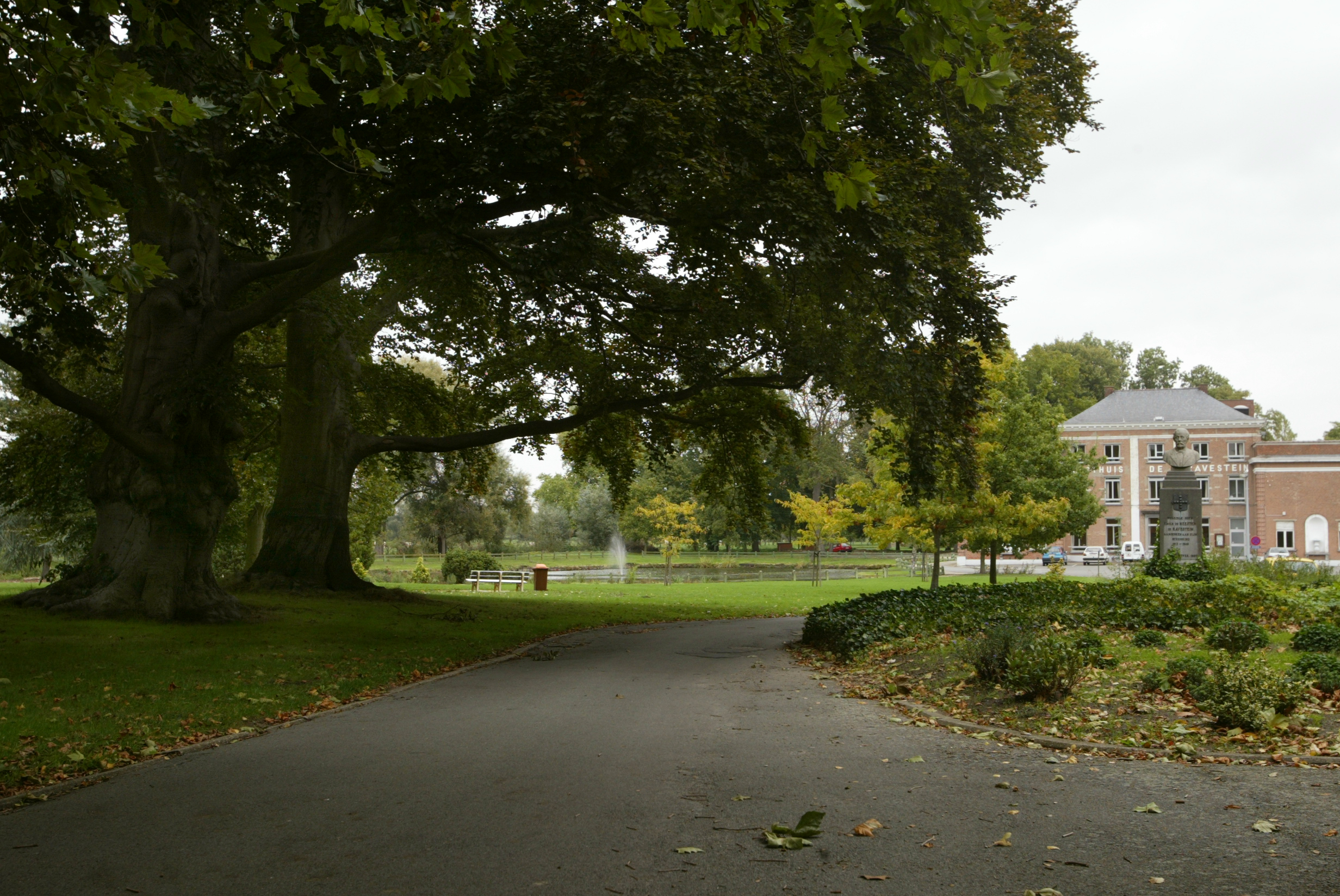
Buste d'Émile de Meester de Ravestein, dans le parc de Ravenstein, à Hever.

## Publications
- Musée de Ravestein : catalogue descriptif, Société générale d'imprimerie, 1871-1882

## Littérature
- Cécile Evers, Emile Meester de Ravestein, diplomate et archéologue, Actes du colloque international organisé du 27 au 29 avril 2005 à l'Université Libre de Bruxelles et au Musée royal de Mariemont
- Gaston Braine et Istvan Mondovits, "Le corps diplomatique et consulaire belge en Italie (1830-1914)", dans Risorgimento, t. XII, 1969
- Gaston Braive, Histoire des Facultés universitaires Saint-Louis: Des origines à 1918, Presses de l'Université Saint-Louis, 2019
- Vincent Viaene, Belgium and the Holy See from Gregory XVI to Pius IX (1831-1859): Catholic Revival, Society and Politics in 19th-century Europe, Universitaire Pers Leuven, 2001